# Singhkhor
Singhkhor (nep. सिंहखोर) – gaun wikas samiti w zachodniej części Nepalu w strefie Lumbini w dystrykcie Kapilvastu. Według nepalskiego spisu powszechnego z 2001 roku liczył on 688 gospodarstw domowych i 4900 mieszkańców (2375 kobiet i 2525 mężczyzn).